# Piotr Piksa
Piotr Piksa (ur. 20 października 1990 w Nowym Sączu) – polski aktor teatralny i dubbingowy. Absolwent warszawskiej Akademii Teatralnej. Od 2013 roku aktor Teatru Narodowego w Warszawie, współpracował także z Teatrem 6. Piętro, Teatrem Powszechnym, Teatrem Ateneum, Teatrem Polskiego Radia oraz Narodowym Centrum Kultury. Finalista konkursu Pamiętajmy o Osieckiej w 2016 roku. Jest także współtwórcą grupy teatralnej Potem-o-tem.

## Spektakle teatralne
- 2010: Maszyna do liczenia. Musical buffo, czyli kabaret egzystencjalny jako Pan Zero, Pan Five, Chłopiec (reż. Eugeniusz Korin) – Teatr 6. piętro
- 2011: Chory z urojenia jako Kleant (reżyeria zbiorowa) – Teatr 6. piętro
- 2012: MP4 (reż. Mariusz Benoit) – Teatr Powszechny
- 2013: Noce sióstr Brontë jako Lord Byron (reż. Bożena Suchocka) – Akademia Teatralna
- 2013: Piosennik jako kier.Ksiądz – Teatr Ateneum
- 2013: Miasteczko Harmider jako Krasnal (reż. Ewa Konstancja Bułhak) – Narodowe Centrum Kultury
- 2013: Pchła Szachrajka jako Słoń, Kanclerz (reż. Anna Seniuk) – Teatr Narodowy
- 2014: Instytut Benjamenta jako Wychowanek (reż. Darek Błaszczyk) – Teatr Polskiego Radia
- 2014: Odyseja Xięcia (reż. Darek Błaszczyk) – Teatr Polskiego Radia
- 2014: Iwona, księżniczka Burgunda jako Walenty, Książę Filip (reż. Agnieszka Glińska) – Teatr Narodowy
- 2015: Królowa Śniegu (reż. Piotr Cieplak) – Teatr Narodowy
- 2015: Hymny (reż. Darek Błaszczyk) – Teatr Polskiego Radia
- 2015: PAN TADEUSZ – wszystkie słowa (reż. Piotr Cieplak) – Teatr Narodowy
- 2015: Kordian (reż. Jan Englert) – Teatr Narodowy
- 2016: Pierwsza lepsza (reż. Marcin Zbyszyński) – Potem-o-tem
- 2016: Dodo (reż. Kamil Banasiak, Barbara Wiśniewska) – Teatr Scena
- 2016: Dziady jako Tomasz Zan, Dusza, młodzież, żołnierz (reż. Eimuntas Nekrošius) – Teatr Narodowy
- 2017: #NADOROSŁEGO jako Franek Sobczyk (reż. Marcin Zbyszyński) – Potem-o-tem
- 2017: Opowieść zimowa jako Autolikus (reż. Marcin Hycnar) – Teatr Narodowy
- 2017: Piloci jako Maksymilian Abramowicz (reż. Wojciech Kępczyński) – Teatr ROMA
- 2018: Gluten Sex jako Julian (reż. Marcin Zbyszyński) – Potem-o-tem
- 2018: Powierzchnie gładkie jako WOJTEK.BEZ.PORTEK (reż. Marcin Zbyszyński) – Potem-o-tem
- 2019: 20 lexusów na czwartek jako Karol (reż. Marcin Zbyszyński) - Potem-o-tem

## Filmografia

### Role
- 2012–2015: Barwy szczęścia – Błażej (odc. 816, 822, 825, 844, 853, 880, 1067, 1099, 1195, 1207, 1337, 1338)
- 2013: Pamiętnik Pani Hanki – kelner
- 2013: Hotel 52 – Kuba (odc. 82)
- 2014: Czas honoru. Powstanie – Krajewski (odc. 8, 10)
- 2015: Uwikłani – Stefan Liwiec
- 2015: Miranda – znajomy Franka
- 2016: Bodo – radiowiec (odc. 10)
- 2017: O mnie się nie martw – Kamil (odc. 77)

### Dubbing

#### Filmy
- 2013: Uniwersytet potworny – Chet
- 2013: Wakacje z trupami – Sanjay
- 2014: Kaczorek Szczęściarz
- 2015: Kraina jutra
- 2015: W głowie się nie mieści – Policjant Jake
- 2016: Łotr 1. Gwiezdne wojny - historie
- 2017: Piraci z Karaibów: Zemsta Salazara
- 2017: Spider-Man: Homecoming – Jason Macendale
- 2017: Strażnicy Galaktyki vol. 2

#### Seriale
- 2012: Blog na cztery łapy
- 2013: Paczki z planety X
- 2013–2014: Sam i Cat
- 2013: Strange Hill High  – Bishop, Matthews
- 2014: 7K – Nieśmiałek
- 2014: Szczeżujski – Herman, Zane
- 2015: Krudowie u zarania dziejów
- 2015: The Returned – James (odc. 2)

#### Gry
- 2015: Battlefield Hardline
- 2015: Disney Infinity 3.0

#### Inne
- 2011: Wkręty z górnej półki
- 2013: Lux perpetua